# تشين (مغنية)
تشين (بالإنجليزية: Cheyne)‏ هي مغنية أمريكية، ولدت في 9 يناير 1970.